# Inside You
Inside You è il ventesimo album in studio del gruppo musicale The Isley Brothers, pubblicato nel 1981.

## Tracce
Tutte le tracce sono state scritte da O'Kelly Isley, Rudolph Isley, Ernie Isley, Ronald Isley, Marvin Isley e Chris Jasper, eccetto dove indicato.

Side 1
1. Inside You (Part I & II) – 9:03
2. Baby Hold On – 4:22
3. Don't Hold Back Your Love (Part I & II) – 6:20

Side 2
1. First Love – 4:37 (David Townsend)
2. Love Merry-Go-Round – 5:07
3. Welcome to My Heart – 5:02
4. Love Zone – 4:28